# Mosermandl
Mosermandl är ett berg i Österrike. Det ligger i distriktet Tamsweg och förbundslandet Salzburg, i den centrala delen av landet, 250 km sydväst om Wien. Toppen på Mosermandl är 2 680 meter över havet, eller 569 meter över den omgivande terrängen. Bredden vid basen är 11,3 km.
Terrängen runt Mosermandl är bergig åt nordväst, men åt sydost är den kuperad. Runt Mosermandl är det glesbefolkat, med 20 invånare per kvadratkilometer.. Närmaste större samhälle är Altenmarkt im Pongau, 19,8 km norr om Mosermandl. 
I omgivningarna runt Mosermandl växer i huvudsak blandskog.